# Denys Molchanov
Denys Molchanov, né le 16 mai 1987 à Chișinău, est un joueur de tennis ukrainien, professionnel depuis 2005.

## Carrière
Denys Molchanov commence sa carrière sous la nationalité moldave. Il joue d'ailleurs avec l'équipe de Moldavie de Coupe Davis en 2003 et 2004. En novembre 2006, il prend la nationalité ukrainienne.
En 2015, son nom est cité dans une affaire de match truqué lors du tournoi Challenger de Dallas,.
En 2016, il reçoit une invitation de la part de la Fédération internationale pour participer aux Jeux olympiques de Rio de Janeiro en double avec Illya Marchenko.
Jouant exclusivement en double depuis 2018, il se qualifie cette année-là pour sa première finale sur le circuit ATP à Gstaad avec le Slovaque Igor Zelenay et atteint la 63e place mondiale du classement ATP en juillet 2019. En mars 2022, il s'impose à Marseille avec Andrey Rublev.
Sur le circuit ITF, il a remporté 15 tournois en simple et 31 en double. Sur le circuit ATP Challenger Tour, il a remporté 37 titres : à Almaty en 2008 et 2009, Astana et Tachkent en 2011, Mersin, Astana, Pozoblanco et Lermontov en 2012, Savannah en 2013, Brescia en 2014, Dallas, Astana, Ségovie, Ağrı et Suzhou en 2015, Guangzhou et Ra'anana en 2016, Karchi en 2017, Zhuhai, Barletta, Tunis, Prostějov, Cordenons et Bratislava en 2018, Barletta, Francavilla et Brest en 2019, Bendigo en 2020, Antalya (2 fois), Noursoultan, Bratislava et Alicante en 2021, Bratislava en 2022 et Turin, Milan et Salzbourg en 2023.
En simple, Denys Molchanov n'est jamais parvenu à se qualifier pour un tournoi ATP. Au niveau Challenger, il est demi-finaliste des tournois de Pingguo et Ferghana en 2012, Sarasota en 2013, Ferghana en 2014 et Agri en 2015.
Il est membre de l'équipe d'Ukraine de Coupe Davis depuis 2012 avec pour principaux partenaires Serhiy Stakhovsky et Illya Marchenko. En 2013, il dispute en barrage contre l'Espagne un match contre la paire Marc López-Rafael Nadal. En mars 2021, il participe à la qualification de son équipe pour le groupe mondial en battant Israël.

## Palmarès

### Titres en double messieurs
| No | Date       | Nom et lieu du tournoi            | Catégorie | Dotation  | Surface    | Partenaire     | Finalistes                  | Score            |          |
| -- | ---------- | --------------------------------- | --------- | --------- | ---------- | -------------- | --------------------------- | ---------------- | -------- |
| 1  | 14-02-2022 | Open 13 Provence Marseille        | ATP 250   | 545 200 € | Dur (int.) | Andrey Rublev  | Raven Klaasen Ben McLachlan | 4-6, 7-5, [10-7] | Parcours |
| 2  | 16-10-2023 | BNP Paribas Nordic Open Stockholm | ATP 250   | 673 630 € | Dur (int.) | Andrey Golubev | Yuki Bhambri Julian Cash    | 7-68, 6-2        | Parcours |

### Finale en double messieurs
| No | Date       | Nom et lieu du tournoi             | Catégorie | Dotation  | Surface      | Vainqueurs                          | Partenaire   | Score      |          |
| -- | ---------- | ---------------------------------- | --------- | --------- | ------------ | ----------------------------------- | ------------ | ---------- | -------- |
| 1  | 23-07-2018 | J. Safra Sarasin Swiss Open Gstaad | ATP 250   | 501 345 € | Terre (ext.) | Matteo Berrettini Daniele Bracciali | Igor Zelenay | 7-62, 7-65 | Parcours |

## Parcours dans les tournois duGrand Chelem

### En simple
N'a jamais participé à un tableau principal.

### En double messieurs
| Année | Open d'Australie                                                                         | Open d'Australie                                                                         | Internationaux de France                                                            | Internationaux de France                                                               | Wimbledon | Wimbledon | US Open                                                                           | US Open |
| ----- | ---------------------------------------------------------------------------------------- | ---------------------------------------------------------------------------------------- | ----------------------------------------------------------------------------------- | -------------------------------------------------------------------------------------- | --------- | --------- | --------------------------------------------------------------------------------- | ------- |
| 2012  | 1er tour (1/32) A. Dolgopolov \|\| style="text-align:left;" \| M. Mertiňák André Sá      | 2e tour (1/16) A. Dolgopolov \|\| style="text-align:left;" \| D. Bracciali P. Starace    | —                                                                                   | —                                                                                      | —         | —         |                                                                                   |         |
|       |                                                                                          |                                                                                          |                                                                                     |                                                                                        |           |           |                                                                                   |         |
| 2016  | —                                                                                        | —                                                                                        | 1er tour (1/32) Dudi Sela \|\| style="text-align:left;" \| G. Barrère Quentin Halys | 2e tour (1/16) K. Kravchuk \|\| style="text-align:left;" \| R. Klaasen Rajeev Ram      | —         | —         |                                                                                   |         |
|       |                                                                                          |                                                                                          |                                                                                     |                                                                                        |           |           |                                                                                   |         |
| 2019  | 2e tour (1/16) Igor Zelenay \|\| style="text-align:left;" \| P.-H. Herbert Nicolas Mahut | 2e tour (1/16) Igor Zelenay \|\| style="text-align:left;" \| Dušan Lajović J. Tipsarević | 1er tour (1/32) Igor Zelenay \|\| style="text-align:left;" \| Bob Bryan Mike Bryan  | 1er tour (1/32) Artem Sitak \|\| style="text-align:left;" \| Łukasz Kubot Marcelo Melo |           |           |                                                                                   |         |
|       |                                                                                          |                                                                                          |                                                                                     |                                                                                        |           |           |                                                                                   |         |
| 2022  | —                                                                                        | —                                                                                        | 1er tour (1/32) F. Škugor \|\| style="text-align:left;" \| B. Bonzi A. Rinderknech  | 1er tour (1/32) A. Golubev \|\| style="text-align:left;" \| P. Martínez J.-P. Smith    | —         | —         |                                                                                   |         |
| 2023  | —                                                                                        | —                                                                                        | —                                                                                   | —                                                                                      | —         | —         | 1er tour (1/32) David Pel \|\| style="text-align:left;" \| M. Arévalo J.-J. Rojer |         |
| 2024  | 1/8 de finale N. Čačić \|\| style="text-align:left;" \| S. Bolelli A. Vavassori          | 1er tour (1/32) J.-P. Smith \|\| style="text-align:left;" \| P. Tsitsipás S. Tsitsipás   |                                                                                     |                                                                                        |           |           |                                                                                   |         |

N.B. : le nom du partenaire se trouve sous le résultat ; le nom des ultimes adversaires se trouve à droite.

## Classements ATP en fin de saison
| Année          | 2005 | 2006 | 2007 | 2008 | 2009 | 2010 | 2011 | 2012 | 2013 | 2014 | 2015 | 2016 | 2017 | 2018 | 2019 | 2020 | 2021 | 2022 | 2023 |
| Rang en simple | 1179 | 788  | 684  | 453  | 434  | 440  | 267  | 281  | 263  | 175  | 270  | 512  | 582  | 886  | –    | –    | –    | –    | –    |
| Rang en double | –    | 601  | 477  | 250  | 298  | 303  | 121  | 102  | 203  | 191  | 105  | 103  | 122  | 68   | 81   | 104  | 93   | 102  | 64   |

Source : (en) Classements de Denys Molchanov sur le site officiel de la Fédération internationale de tennis